# 小林秀一 (野球)
小林 秀一（こばやし ひでかず、1951年4月20日 - ）は、日本の元社会人野球選手・大学野球監督、愛知学院大学准教授。体育学修士。

## 来歴・人物

### 学生野球時代
熊本県天草郡大矢野町（現：上天草市）出身。小学生の頃から野球を始め、投手として活躍。大矢野中から1967年、八代第一高等学校（現：秀岳館高等学校）に進学。親元を離れ、寮生活をしながら野球に取り組んだ。1年時はオーバースローであったが後に当時の野球部監督の勧めでアンダースローに転向する。これにより、見違えるように制球力が上昇。1969年、3年生の時には夏の甲子園県予選を勝ち抜き、中九州大会に進出。準決勝で前年の大分県代表だった津久見高の2年生エース浜浦徹に投げ勝ち、決勝に進む。決勝で大分商に敗退し甲子園出場は実現しなかったが、地元マスコミから“八代第一に小林あり”と呼ばれるほどの活躍を見せた。
1970年、野球の才能を買われて愛知学院大学へ進学。愛知大学野球リーグでは1973年春季リーグで8勝を挙げ、チーム10季ぶりの優勝に貢献、最優秀選手に選ばれた。直後の全日本大学野球選手権大会でも決勝に進出、中大の田村政雄と投げ合うが敗退、準優勝にとどまる。同年の第2回日米大学野球選手権大会日本代表にも選出された。リーグ通算43試合に登板し21勝6敗、防御率0.93。大学同期に外野手の迫丸金次郎がいた。即戦力の右投げアンダースロー投手として評価され、プロのスカウトからも注目されていた。

### 巨人の1位指名を拒否
1973年のプロ野球ドラフト会議で、読売ジャイアンツから1位指名を受ける。大学同期の迫丸も同じく4位で指名を受け後に入団。迷っていたところ、入団交渉のため名古屋のホテルで会った同郷の川上哲治監督と対面した際に「（入社が内定している）熊谷組は本業の仕事があり次に野球だが、うちは野球で君を欲しいと思っている」と言われたが、仕事として野球を選んだわけではないと考えていた小林はこの言葉で迷いが消え、断る決心がついたという。小林は巨人からの1位指名を拒否して入団しなかった唯一の選手である。
拒否した背景として、当時はプロ野球経験者が引退後アマチュア指導者に転進する場合、柳川事件などの過去の経緯によるプロアマ規定によって制約が大きく、特に高校生以上の学生野球や社会人野球の指導者になるのが困難だった事も影響している。また50代半ばに受けたインタビューで、プロアマ規定が緩和された今巨人に1位指名されたらどうするかとの問いには「入団していたと思う」と答えている。
小林の入団拒否当時、周囲では「同年3月に起こった湯口事件が影響しているのではないか」という噂が飛び交っていたが、前述の小林の証言等からそれとの関連はないとされる。奇しくも、巨人が小林に用意していた背番号は、前年まで湯口敏彦が着けていた「19」であり、1974年にそれを着けたのは小林秀一と同姓の、同じアンダースロー投手である小林繁（前年は「40」）だった。

### 社会人野球へ
卒業後は熊谷組に進み、1974年の都市対抗では新人ながら2回戦で先発。大昭和製紙北海道の柳俊之と投げ合い0-1で惜敗するが注目を集める。その後も久保田美郎、林博之とともに強力投手陣の一角として活躍。1975年のJABA東京スポニチ大会では決勝に進み先発。久保田との継投で三協精機を降し優勝、優秀選手賞を獲得した。1978年の都市対抗では準々決勝で先発、日本鋼管福山の田村忠義に投げ勝つ。準決勝に進むが東芝に敗れた。1979年の都市対抗も準決勝で日産自動車の藤田康夫と投げ合い快勝。三菱重工広島との決勝は、逆転を許した9回にリリーフで登板するが敗退、準優勝にとどまる。熊谷組には8年間在籍した。

### 現役引退後
引退後は母校愛知学院大野球部の監督へ就任。同大学野球部の監督としては愛知大学野球リーグにおいて15年で12度の優勝を遂げている。1987年のドラフトでは教え子の益田明典投手が巨人に指名されて入団している（引退後、スカウトを経て愛知学院大学野球部監督）。1991年には明治神宮大会で優勝。中京大学大学院を修了。脳梗塞で倒れ監督を退任した後は同大の准教授として教壇に立つ。